# Nicklas Kulti
Nicklas Kulti (Stoccolma, 22 aprile 1971) è un ex tennista svedese.

## Biografia
Ottenne il suo best ranking in singolare il 3 maggio 1993 con la 32ª posizione; mentre nel doppio divenne, il 29 settembre 1997, l'11º del ranking ATP.
In singolare, in carriera, è riuscito ad ottenere la vittoria finale in 3 tornei del circuito ATP. Due di queste vittorie hanno avuto luogo al torneo di Adelaide: l'Australian Men's Hardcourt Championships nel 1991 e nel 1993. Raggiunge, inoltre, la finale di tornei ATP in altre quattro occasioni.
I maggiori successi della sua carriera sono stati ottenuti nel doppio. In questa specialità è riuscito a vincere 13 tornei, tra cui due del circuito ATP Masters Series: il Monte Carlo Open nel 1994 in coppia con il connazionale Magnus Larsson e il Paris Masters nel 2000 in coppia con il bielorusso Maks Mirny. Tra le dodici finali raggiunte, due di queste sono di tornei del grande slam. Nell'Open di Francia 1995 in coppia con il connazionale Magnus Larsson furono sconfitti dagli olandesi Jacco Eltingh e Paul Haarhuis; nell'US Open 1997 in coppia con Jonas Björkman, invece, furono superati dal russo Evgenij Kafel'nikov e dal ceco Daniel Vacek.
Ha fatto parte della squadra svedese di Coppa Davis dal 1991 al 2001 con un bilancio di 19 vittorie e 5 sconfitte. Ha fatto parte della selezione che nel 1997 e nel 1998 vinse la Coppa Davis superando gli Stati Uniti e l'Italia rispettivamente per 5-0 e 3-2. In entrambi i casi partecipò alla competizione esclusivamente come doppista vincendo la sua partita. Nella finale di coppa Davis del 1996 tra Svezia e Francia sul punteggio di 2-2, fu chiamato a sostituire Stefan Edberg nell'ultimo incontro contro il francese Arnaud Boetsch; in quell'occasione, tuttavia, fu sconfitto dopo cinque set: 6(2)–7, 6-2, 6-4, 6(5)–7, 8-10.
Disputa il suo ultimo incontro tra i professionisti nel torneo di doppio dell'Open di Francia 2001. Nel 2011 assieme a Magnus Norman e Mikael Tillström ha fondato a Danderyd nella contea di Stoccolma la Good to Great Tennis Academy, prima accademia di tennis fondata in Svezia,

## Statistiche

### Singolare

#### Vittorie (3)
| Legenda                                                      |
| Grande Slam (0)                                              |
| ATP Tour World Championships / Tennis Masters Cup (0)        |
| ATP Super 9 / Tennis Masters Series (0)                      |
| ATP Championships Series / ATP International Series Gold (0) |
| ATP World Series / ATP International Series (3)              |

| Numero | Data             | Torneo                                                 | Superficie | Sfidante in finale  | Punteggio        |
| 1.     | 31 dicembre 1990 | Australian Men's Hardcourt Championships, Adelaide (1) | Cemento    | Michael Stich       | 6-3, 1-6, 6-2    |
| 2.     | 4 gennaio 1993   | Australian Men's Hardcourt Championships, Adelaide (2) | Cemento    | Christian Bergström | 3-6, 7-5, 6-4    |
| 3.     | 17 giugno 1996   | Halle Open, Halle                                      | Erba       | Evgenij Kafel'nikov | 6(5)–7, 6-3, 6-4 |

#### Sconfitte in finale (4)
| Numero | Data           | Torneo                            | Superficie  | Sfidante in finale | Punteggio     |
| 1.     | 6 agosto 1990  | ATP Praga, Praga                  | Terra rossa | Jordi Arrese       | 6-7, 6-7      |
| 2.     | 1º marzo 1993  | Copenaghen Open, Copenaghen       | Sintetico   | Andrej Ol'chovskij | 5-7, 6-3, 2-6 |
| 3.     | 29 aprile 1996 | Verizon Tennis Challenge, Atlanta | Terra verde | Karim Alami        | 3-6, 4-6      |
| 4.     | 7 giugno 1999  | Halle Open, Halle                 | Erba        | Nicolas Kiefer     | 3-6, 2-6      |

### Doppio

#### Vittorie (13)
| Legenda                                                      |
| Grande Slam (0)                                              |
| ATP Tour World Championships / Tennis Masters Cup (0)        |
| ATP Super 9 / Tennis Masters Series (2)                      |
| ATP Championships Series / ATP International Series Gold (2) |
| ATP World Series / ATP International Series (9)              |

| Numero | Data             | Torneo                                             | Superficie    | Compagno         | Avversari in Finale               | Punteggio           |
| 1.     | 2 marzo 1992     | Copenaghen Open, Copenaghen                        | Sintetico     | Magnus Larsson   | Hendrik Jan Davids Libor Pimek    | 6-3, 6-4            |
| 2.     | 27 luglio 1992   | Internazionali di Tennis di San Marino, San Marino | Terra rossa   | Mikael Tillström | Cristian Brandi Federico Mordegan | 6-2, 6-2            |
| 3.     | 18 aprile 1994   | Monte Carlo Open, Monte Carlo                      | Terra rossa   | Magnus Larsson   | Evgenij Kafel'nikov Daniel Vacek  | 3-6, 7-6, 6-4       |
| 4.     | 19 febbraio 1996 | European Community Championship, Anversa           | Cemento (i)   | Jonas Björkman   | Evgenij Kafel'nikov Menno Oosting | 6-4, 6-4            |
| 5.     | 8 aprile 1996    | Chennai Open, Nuova Delhi                          | Cemento       | Jonas Björkman   | Byron Black Sandon Stolle         | 4-6, 6-4, 6-4       |
| 6.     | 28 aprile 1997   | Verizon Tennis Challenge, Atlanta                  | Terra rossa   | Jonas Björkman   | Scott Davis Kelly Jones           | 6-2, 7-6            |
| 7.     | 7 luglio 1997    | Swedish Open, Båstad                               | Terra rossa   | Mikael Tillström | Magnus Gustafsson Magnus Larsson  | 6-0, 6-3            |
| 8.     | 9 febbraio 1998  | St. Petersburg Open, San Pietroburgo               | Sintetico (i) | Mikael Tillström | Marius Barnard Brent Haygarth     | 2-6, 6-3, 7-6       |
| 9.     | 9 novembre 1998  | Stockholm Open, Stoccolma                          | Cemento (i)   | Mikael Tillström | Chris Haggard Peter Nyborg        | 7-5, 3-6, 7-5       |
| 10.    | 24 aprile 2000   | Torneo Godó, Barcellona                            | Terra rossa   | Mikael Tillström | Paul Haarhuis Sandon Stolle       | 6-2, 6(2)–7, 7–6(5) |
| 11.    | 12 giugno 2000   | Halle Open, Halle/Westf.                           | Erba          | Mikael Tillström | Mahesh Bhupathi David Prinosil    | W/O                 |
| 12.    | 10 luglio 2000   | Swedish Open, Båstad                               | Terra rossa   | Mikael Tillström | Andrea Gaudenzi Diego Nargiso     | 4-6, 6-2, 6-3       |
| 13.    | 13 novembre 2000 | Paris Masters, Parigi                              | Sintetico (i) | Maks Mirny       | Paul Haarhuis Daniel Nestor       | 6-4, 7-5            |

#### Sconfitte in finale (12)
| Numero | Data              | Torneo                                          | Superficie    | Compagno             | Avversari in Finale                    | Punteggio           |
| 1.     | 4 luglio 1994     | Swedish Open, Båstad                            | Terra rossa   | Mikael Tillström     | Jan Apell Jonas Björkman               | 2-6, 3-6            |
| 2.     | 26 luglio 1994    | Kuala Lumpur Open, Kuala Lumpur                 | Sintetico (i) | Lars-Anders Wahlgren | Jacco Eltingh Paul Haarhuis            | 0-6, 5-7            |
| 3.     | 29 maggio 1995    | Open di Francia, Parigi                         | Terra rossa   | Magnus Larsson       | Jacco Eltingh Paul Haarhuis            | 7-6, 3-6, 1-6       |
| 4.     | 18 marzo 1996     | St. Petersburg Open, San Pietroburgo            | Sintetico (i) | Peter Nyborg         | Evgenij Kafel'nikov Andrej Ol'chovskij | 3-6, 4-6            |
| 5.     | 22 aprile 1996    | Monte Carlo Open, Monte Carlo                   | Terra rossa   | Jonas Björkman       | Ellis Ferreira Jan Siemerink           | 2-6, 7-6, 2-6       |
| 6.     | 29 luglio 1996    | Countrywide Classic, Los Angeles                | Cemento       | Jonas Björkman       | Marius Barnard Piet Norval             | 5-7, 2-6            |
| 7.     | 12 agosto 1996    | ATP Volvo International, New Haven              | Cemento       | Jonas Björkman       | Byron Black Grant Connell              | 4-6, 2-6            |
| 8.     | 11 agosto 1997    | Indianapolis Tennis Championships, Indianapolis | Cemento       | Jonas Björkman       | Michael Tebbutt Mikael Tillström       | 6-7, 5-7            |
| 9.     | 25 agosto 1997    | US Open, New York                               | Cemento       | Jonas Björkman       | Evgenij Kafel'nikov Daniel Vacek       | 6-7, 3-6            |
| 10.    | 27 aprile 1998    | ATP Praga, Praga                                | Terra rossa   | Fredrik Bergh        | Wayne Arthurs Andrew Kratzmann         | 6-1, 6-1            |
| 11.    | 5 luglio 1999     | Swedish Open, Båstad                            | Terra rossa   | Mikael Tillström     | David Adams Jeff Tarango               | 6(6)–7, 4-6         |
| 12.    | 13 settembre 1999 | Brighton International, Bournemouth             | Terra rossa   | Michael Kohlmann     | David Adams Jeff Tarango               | 3-6, 7–6(5), 6(5)–7 |